# الآشوريون والسريان والكلدان في إيران
الآشوريون والسريان والكلدان في إيران (بالسريانيَّة: ܐܬܘܪܝܐ ܕܐܝܼܪܵܢ؛ بالفارسيَّة: آشوریان ایران) هم أقلية عرقية ولغوية في إيران الحالية. الآشوريون/السريان/الكلدان هي مجموعة عرقية دينية  ساميّة  مسيحية  وينتمي أغلب أتباع هذه المجموعة إلى كنيسة المشرق الآشورية، والكنيسة الكلدانية الكاثوليكية، وكنيسة المشرق القديمة، والكنيسة الإنجيلية البروتستانتية الآشورية. ولهم مدارسهم وجمعياتهم الخيريّة وروابطهم ونواديهم الرياضية الخاصة بهم في طهران العاصمة وأرومية وعدة مدن أخرى مثل سلماس وغيرها، ويمارسون نشاطهم السياسي في إيران بحيث يوجد مندوب واحد يمثلهم في مجلس الشورى الإسلامي. وتعتبر أرومية المركز الرئيسي للمسيحية الآشورية، وتقع أرومية غرب إيران، على الحدود العراقية- التركية.
وينتشر الآشوريون الإيرانيون حول مدينة أورميا بشمال غرب إيران، بالإضافة إلى أعداد أخرى هاجرت إلى المدن الإيرانية الكبرى كطهران لأسباب اقتصادية. وتضم مدينة أرومية المركز التاريخي للآشوريين في إيران حوالي 5,000 آشوري. فضلًا عن 10,000 آشوري في القرى الآشورية في قضاء أرومية. في حين تضم مدينة طهران حاليًا أكبر التجمعات الآشورية في إيران.
بعد الحرب العالمية الثانية أسس الآشوريون في المناطق التي يقطنوها مجالس تحت أسم (موثبا) بالإضافة إلى جمعيات مختلفة واتحادات مثل اتحاد الطلبة الجامعيين الآشوريين واتحاد الشبيبة الآشورية. علمًا أنه لا توجد أحزاب آشورية في إيران.

## تاريخ

### عصور قديمة
عمومًا فحسب رأي أغلب الباحثين فإن الآشوريين القدماء أقوام سامية عاشت في أعالي بلاد ما بين النهرين. ويعود تاريخ إنشاء أقدم مستوطنة في المنطقة إلى 6,000 ق.م. في تل حسونة مسافة 35 كم جنوب الموصل. كما سيطرت على هذه المنطقة السومريون والأكديون والميتانيون. ويعود أقدم ذكر لملك آشوري إلى القرن 23 قبل الميلاد وبرزت الإمبراطورية كقوة إقليمية في عهد شمشي أدد الأول.
أدى انهيار الإمبراطورية السلوقية إلى سيطرة الإمبراطورية الرومانية على المناطق الواقعة شرقي الفرات بينما سيطر البارثيون على المناطق الواقعة غرب الفرات فتشكلت في المناطق الحدودية عدة ممالك سريانية وعربية شبه مستقلة تابعة لهاتين الإمبراطوريتين مثل حدياب والرها وتدمر والحضر. واعتنق أهل هذه الممالك ديانات تأثرت بديانات وادي الرافدين والفرس، كما تغلغلت اليهودية إلى حدياب فاعتنق ملكها إيزاط وزوجته هيلينا الديانة اليهودية في أوائل القرن الأول، غير أن الحدث ذو التأثير الأعمق كان دخول المسيحية إلى الرها الذي يذكر التقليد السرياني أن الملك أبجر الخامس راسل يسوع لكي يزور مملكته ويشفيه غير أن الأخير رد بإرسال أحد تلاميذه الاثنان والسبعون فانتشرت المسيحية فيها. وبغض النظر عن صحة هذه الرواية فقد أصبح للمسيحية وجود ملموس في كل من حدياب والرها بنهاية القرن الأول، فأصبح مار أداي أسقفا على الرها بحلول عام 100 ورسم بقيذا نفسه أسقفا على حدياب سنة 104. وخلال القرنين الثاني والثالث نشأت بالإضافة إلى المسيحية عدة ديانات غنوصية في تلك الأنحاء كالمانوية ومنها انتشرت إلى فارس ووسط آسيا.

### الحقبة الإسلامية

مسيحيين آشوريين في سنندج في شمال غرب بلاد فارس يرتدون الأزياء التقليديَّة. ازياء المرأة تشبه الأزياء التبتية والمغولية. حيث كانت كنيسة المشرق (النسطورية) نشطة جدًا في الهند، والصين، والتبت، وآسيا الوسطى.

شهدت المنطقة خلال القرن السابع عدة أحداث ساهمت في تغيير الواقع السياسي بشكل كبير، فبعد الحرب الساسانية-البيزنطية التي استمرت أكثر من ربع قرن بدأت الجيوش الإسلامية تحت قيادة الخلفاء الراشدون باجتياح بلاد الشام والعراق التي أصبحتا تحت حكمهم بحلول سنة 640. وقد رحب الآشوريون السريان بقدوم المسلمين الذين لم يحدوا من حريتهم الدينية كما فعل البيزنطيون الساسانيون بشكل عام، كما كان للتقارب اللغوي بين العربية والسريانية سببا آخر لتقارب الشعبين. وفرضت على مسيحيي الخلافة الإسلامية ضريبتا الجزية والخراج وأعفوا من الالتحاق بالجيوش الإسلامية، غير أنهم منعوا من نشر المسيحية داخل أراضي الدول الإسلامية. اتسمت هذه الفترة عموما بالتسامح الديني ما خلا فترات حكم بعض الخلفاء مثل عمر بن عبد العزيز الذي فرض ضرائب طائلة على المسيحيين وسن عليهم قيودا في الملبس والتنقل.
قام بعض الرهبان النساطرة بالسفر إلى أواسط آسيا والصين لنشر المسيحية فيها بسبب القيود التي فرضت على نشر المسيحية بين المسلمين في المشرق، فازدهرت كنيسة المشرق في تلك البقاع واعتنقت أعداد كبيرة من الترك والهنود والصينيين وخصوصا المنغول الديانة المسيحية وأصبحت كنيسة المشرق إحدى أكثر الفروع المسيحية انتشارا. كما نشط السريان في الترجمة من اليونانية إلى السريانية ومن ثم للعربية وخاصة في عهد الدولة العباسية حيث كان معظم المترجمين في بيت الحكمة من اليعاقبة والنساطرة وقد برزوا أيضا بالطب والعلوم والرياضيات والفيزياء فاعتمد عليهم الخلفاء، ومن أبرز العلماء والأطباء في تلك الفترة أسرة بختيشوع وهي أسرة من الأطباء والعلماء السريان المسيحيين المشارقة تعود أصولهم إلى مدينة جنديسابور في منطقة الأهواز في إيران حاليًا وقد خدموا كأطباء للخلفاء العباسيين. ومن أبرز العلماء والأطباء في تلك الفترة أيضًا يوحنا بن ماسويه مدير مشفى دمشق خلال خلافة هارون الرشيد، حنين بن إسحاق المسؤول عن بيت الحكمة وديوان الترجمة وابنه إسحاق بن حنين، وحبيش بن الأعسم وغيرهم. وأصبحت بغداد عند إنشأها مركزا لكنيسة المشرق وكان بطاركتها غالبا ما ينادمون الخلفاء العباسيون. غير أن فترة الازدهار هذه بدأت بالانحسار بوهن الدولة العباسية وانتهت بسقوط بغداد سنة 1258 وسيطرة القبائل المنغولية والتركية على المنطقة.
بعد سقوط الدولة العباسية سيطر المنغول على المنطقة وكان حكام الخانات على العموم متسامحين مع المسيحيين وذلك لكون زوجاتهم مسيحيات. غير أن الوضع اختلف بمجيء تيمور لنك، حيث قام الأخير بعدة حملات استهدفت المسيحيين في بلاد فارس وبلاد ووسط العراق فقتل العديدون واعتنق آخرون الإسلام ما أدى إلى انقراض المسيحية السريانية في تلك المناطق، وانتقلت أعداد أخرى منهم من المراكز الحضرية إلى البلدات والقرى النائية في سهل نينوى وجبال أورميا وحكاري وطور عابدين. كما أدت سيطرة قبائل تركية كالخروف الأسود والخروف الأبيض على شمالي بلاد الرافدين وإقامة عدة إمارات بالموصل وماردين إلى تأخر تلك المناطق وانعدام الأمن بها.

### العصور الحديثة

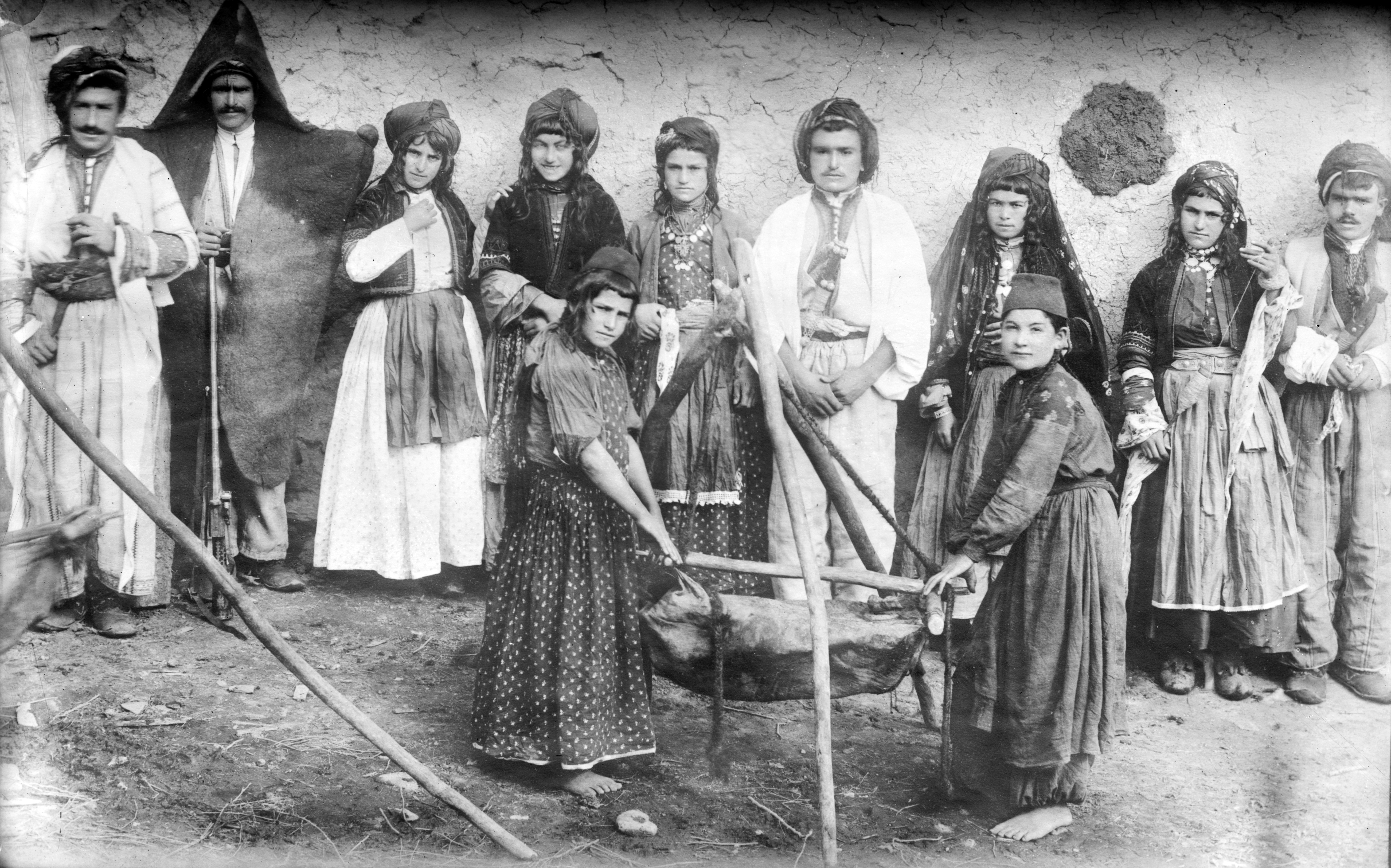
أسرة مسيحية آشورية في أورميا، أواخر القرن التاسع عشر.

بقيام الحرب العالمية الأولى وتحالف بعض الأرمن مع الروس ضد الدولة العثمانية قرر قادتها تغيير ديمغرافية شرق الأناضول بترحيل وقتل سكانها المسيحيون. وابتداء من ربيع 1915 هوجمت قرى حكاري من قبل العشائر الكردية المتحالفة مع العثمانيين فقتل الآلاف ونزح الباقون إلى أورميا الواقعة تحت النفوذ الروسي حينها، كما قام العثمانيون بمهاجمة قرى ومدن ولاية ديار بكر وخاصة سعرت وآمد فقتل معظم السريان والكلدان بها. وفي خريف 1915 تمت مهاجمة قرى طور عابدين وقتل وتهجير السريان بها. وبعد قيام الثورة البلشفية وانسحاب روسيا من الحرب هاجم العثمانيون والأكراد قرى أورميا في إيران حاليا فنزح آشورييها إلى العراق وقتل من قرر البقاء فيها.
أدت ثورة الإمام الخميني إلى هجرة الكثير من المسيحيين خصوصاً بعد حرب الثماني سنوات مع العراق وصراع إيران مع الولايات المتحدة الأميركية إضافةً إلى ان توجهات الثورة الإسلامية نحو أسلمة المجتمع الإيراني والتي دفعت إلى أكثر من ثلثي مسيحي إيران للرحيل إلى الخارج. وتعترف الحكومة الإيرانية رسمياً بالطائفة المسيحية، ولدى الآشوريين مدارسهم وجمعياتهم الخيريّة وروابطهم ونواديهم الرياضية الخاصة بهم في طهران العاصمة وأرومية وعدة مدن أخرى، ويمارسون نشاطهم السياسي في إيران بحيث يوجد مندوب واحد يمثلهم في مجلس الشورى الإسلامي. وتعتبر أرومية المركز الرئيسي للمسيحية الآشورية، وتقع أرومية غرب إيران، على الحدود العراقية- التركية.

## أوضاع إجتماعية

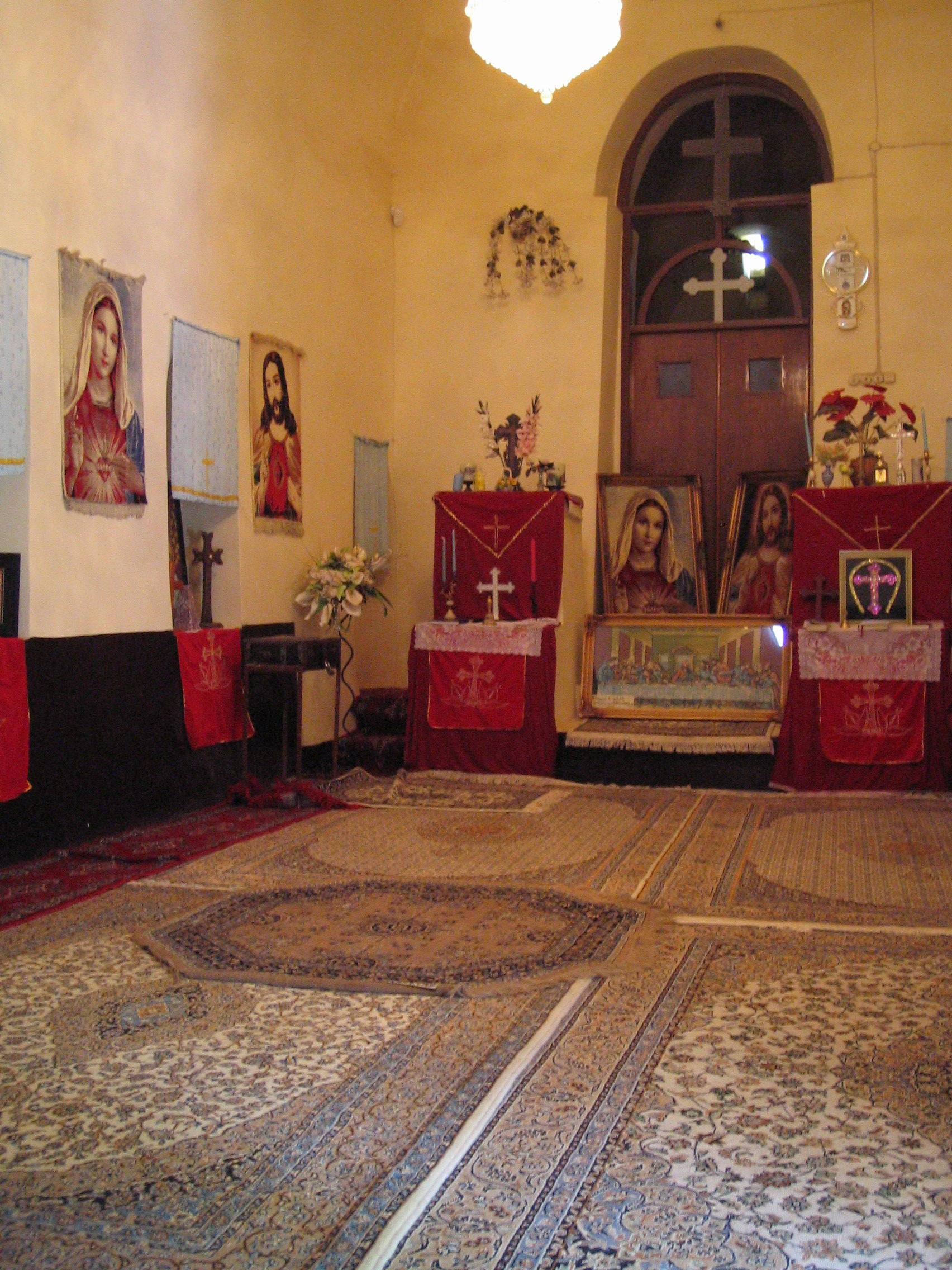
داخل كنيسة المشرق الآشورية في أرومية.

يتمتع الأشوريون في إيران بالخدمات الآتية:
- الخدمات البرلمانيّة: لديهم نائب واحد في مجلس الشورى الإسلامي.
- الخدمات الكنسيّة: يبلغ عدد الكنائس الآشورية، أو الاشورية الشرقيّة حوالي 59 كنيسة في مدينة أرومية فقط، وستاً في طهران .
- الخدمات العلميّة والثقافيّة والترفيهية: إضافة إلى امكانيّة دخول أبناء هذه الطائفة إلى المدارس العامة، فان لديهم مدارس آشورية خاصة، أهمها مدرسة مريم للبنات، ومدرسة بهنام للبنين. ولهؤلاء 27 نشرة، و20 مركزًا ثقافيًّا واجتماعيَّا، و12 جمعية، واحدة للنساء، وأخرى للمهندسين وغير ذلك، ودار للعجزة. وفي كل سنة يأتي لزيارة هؤلاء زعيمهم الروحي، فيقيم بينهم شهر أو شهرين. هذا بالإضافة إلى «نادي الآشوريين» وهو نادي ليس تابعاً للكنيسة، بل تُقام فيه نشاطات ثقافية واجتماعية.

### هجرة الآشوريين
بدأت هجرة الآشوريون/الكلدان إلى الأمريكيتين منذ ثمانينات القرن التاسع عشر وذلك بسبب الظروف الاقتصادية وتوفر فرص العمل، كما أدى التمييز الديني إلى تسريع الهجرة منذ ذلك الحين. وقد بدأ المهاجرون من المناطق الريفية بسهل أورميا بالهجرة إلى المدن الصناعية بالولايات المتحدة حيث عملوا في المصانع وفي قطاع الخدمات. كما تبعتهم كذلك موجات ذهبت خصيصا للدراسة وتلقي العلوم. وبحلول سنة 1906 أصبح عدد الاشورين من أورميا في الولايات المتحدة ما يزيد على الألف أغلبيتهم الساحقة من الرجال الذين قدموا للعمل، غير أن المجازر التي حدثت خلال الحرب العالمية الأولى دعت العديد من العوائل إلى الهجرة إلى الولايات المتحدة وخاصة من قبل المشارقة الذين بدأوا بالاستقرار في كل من شيكاغو ونيو إنغلاند ومدينة تورلوك.

## معرض الصور

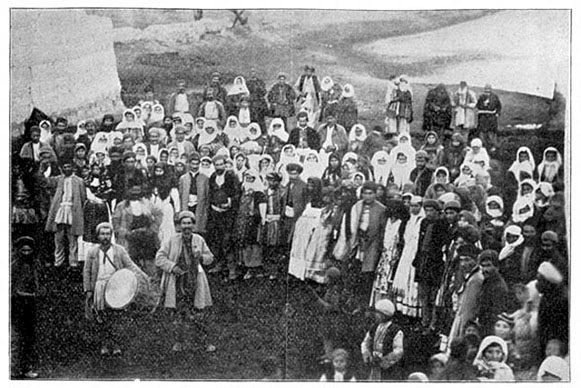
زفاف نسطوري في بلاد فارس من عام 1897
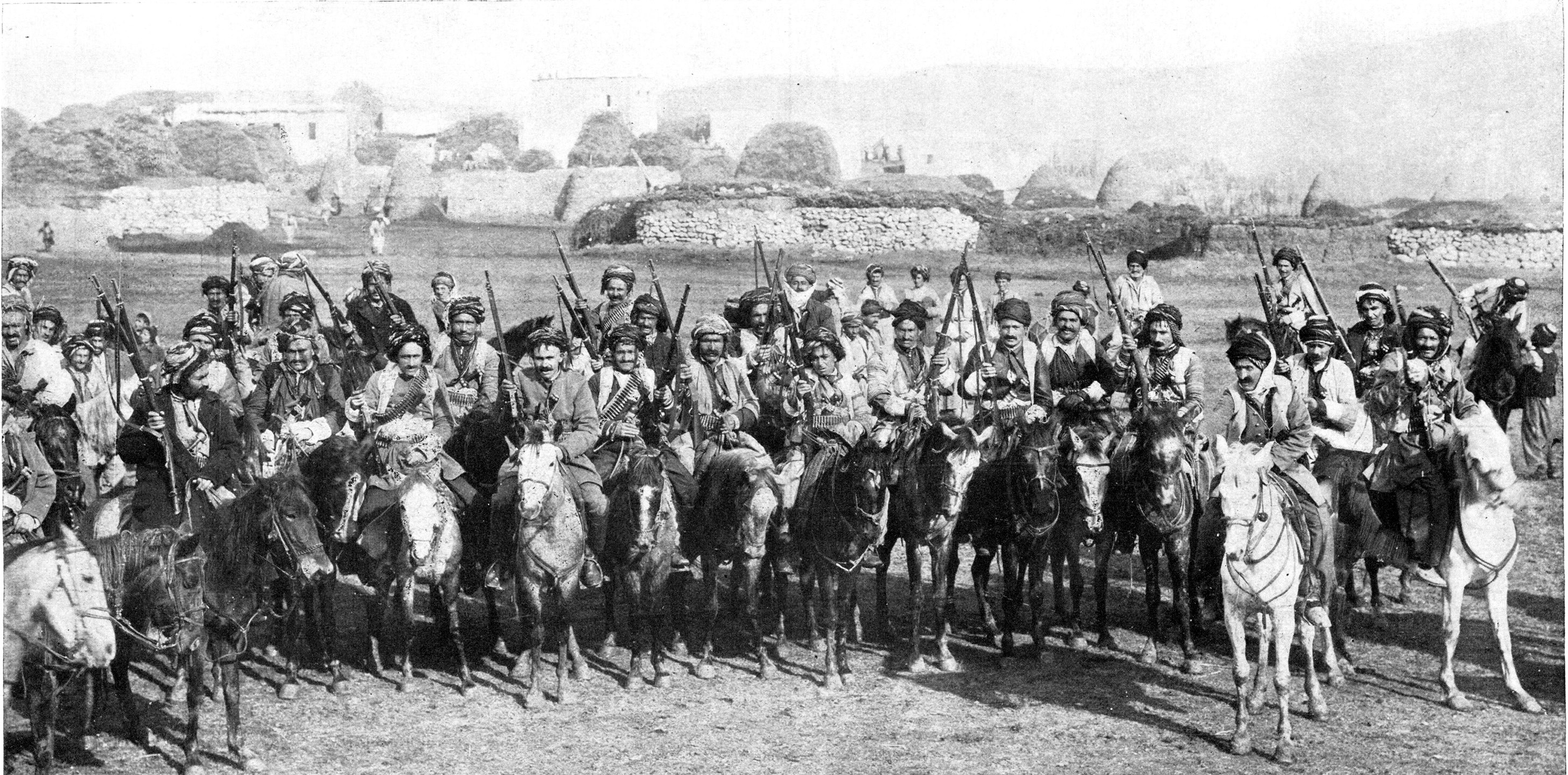
صورة من عام 1890 لآشوريون من موانا، ويظهر في الصورة عدد من شيوخ العشائر الآشورية
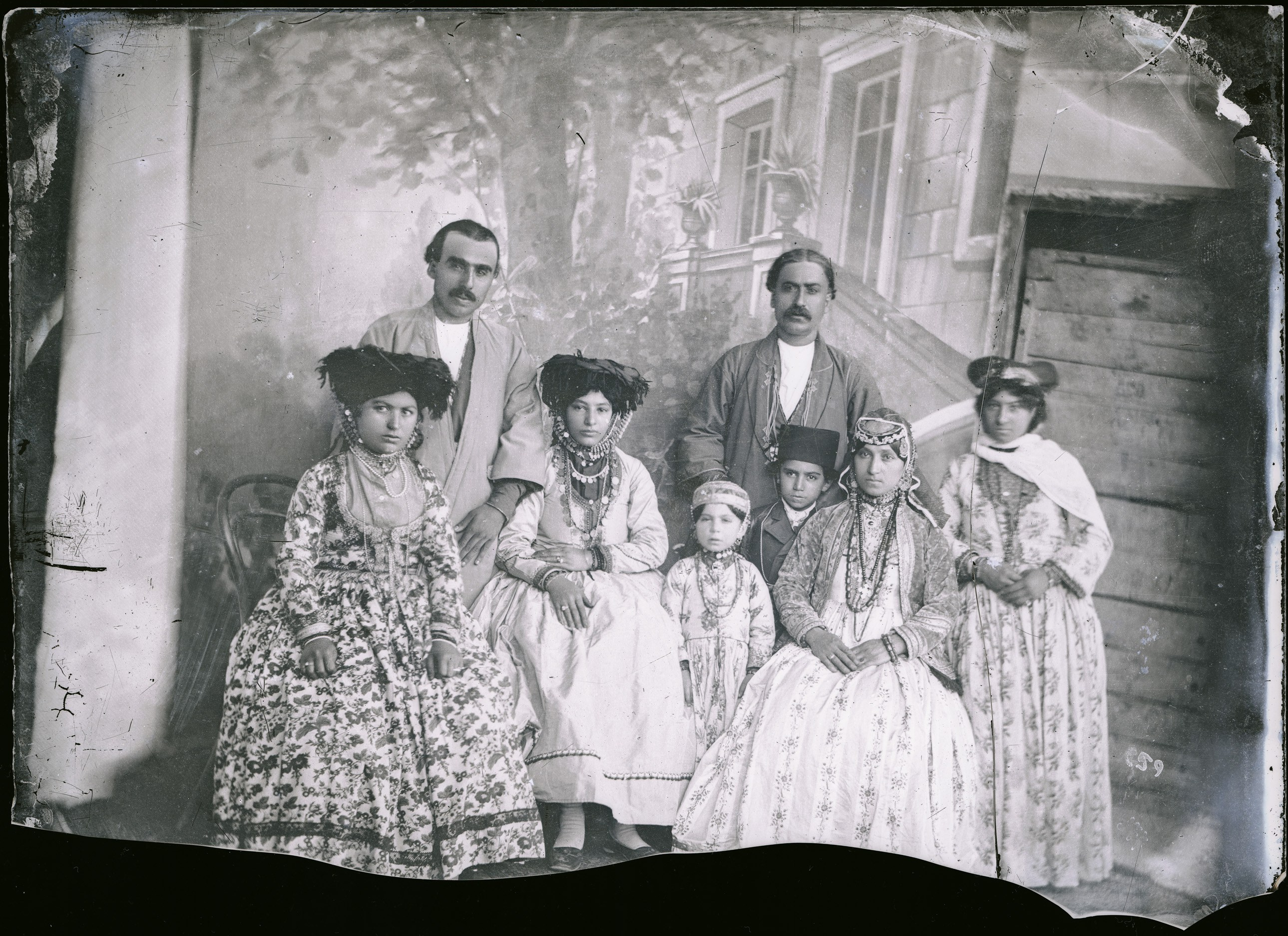
عائلة نسطورية آشورية من بلاد فارس
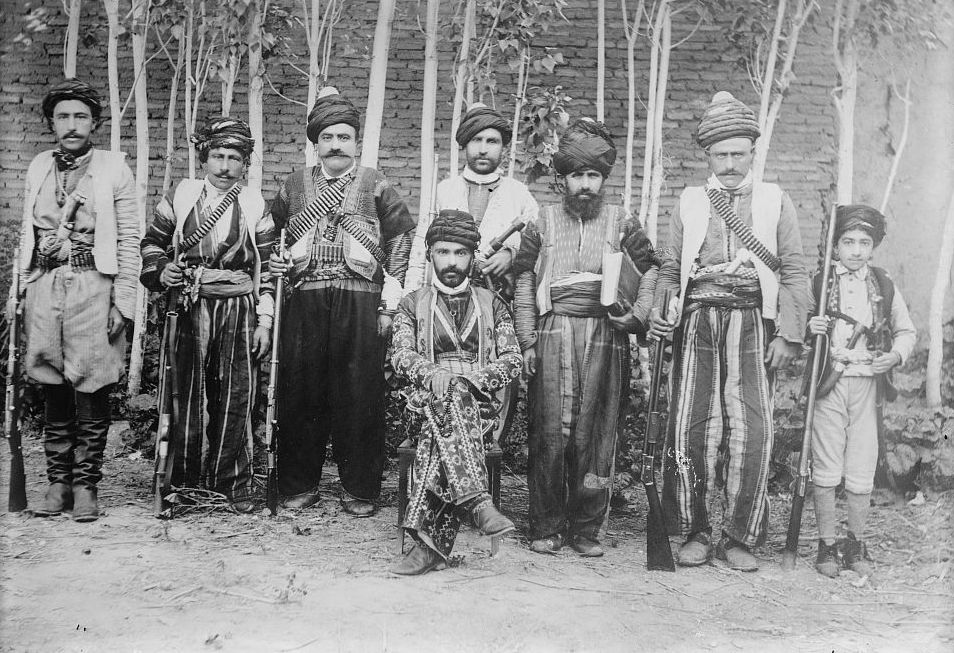
رئيس أساقفة نسطوري يتوسط خدمه
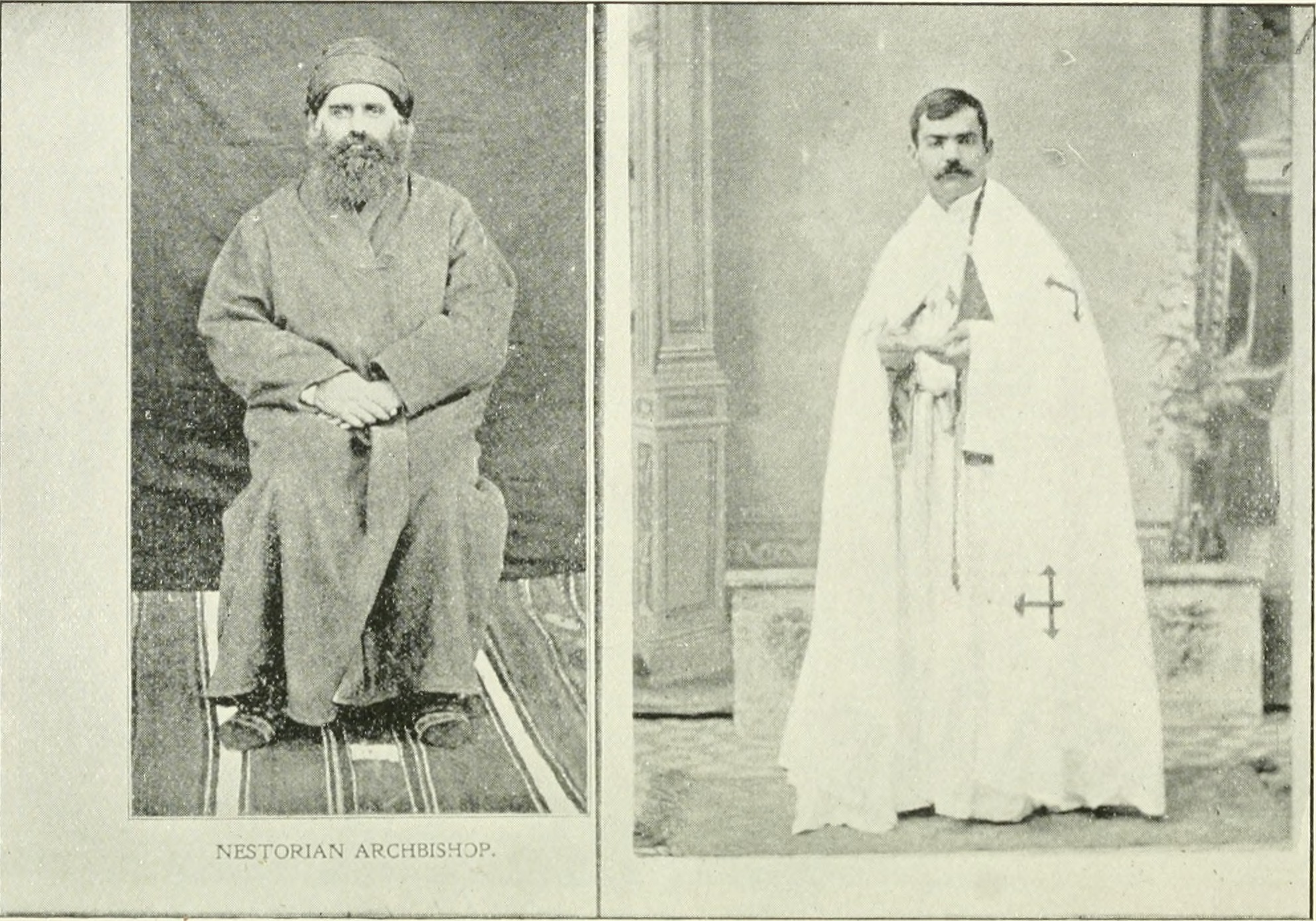
رجال دين نساطرة من بلاد فارس
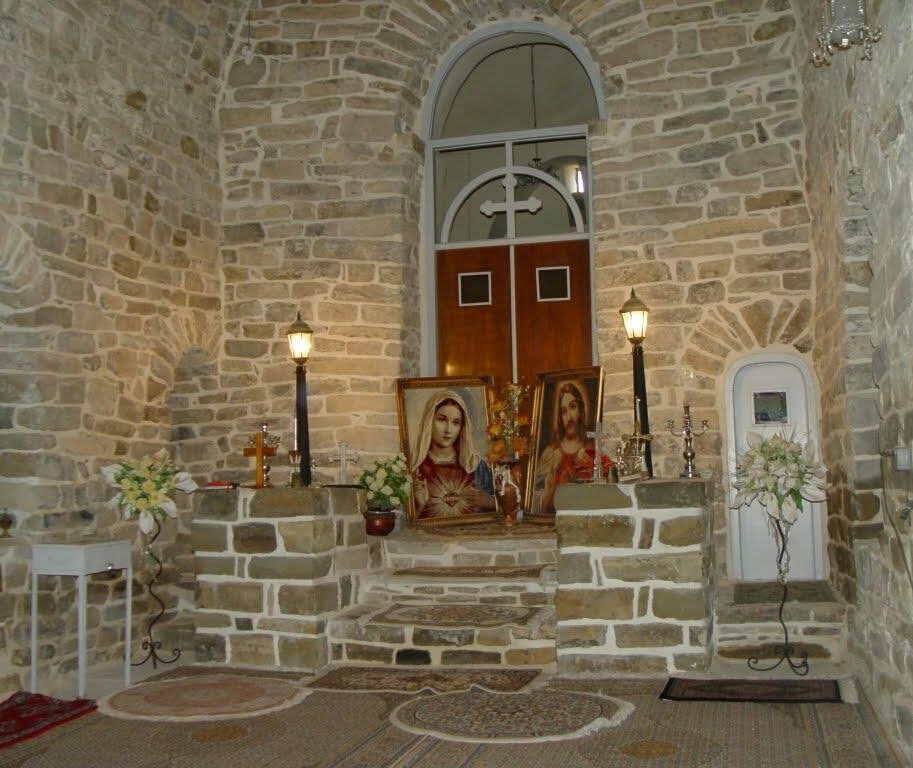
كنيسة مار سركيس الآشوريّة في مدينة أرومية
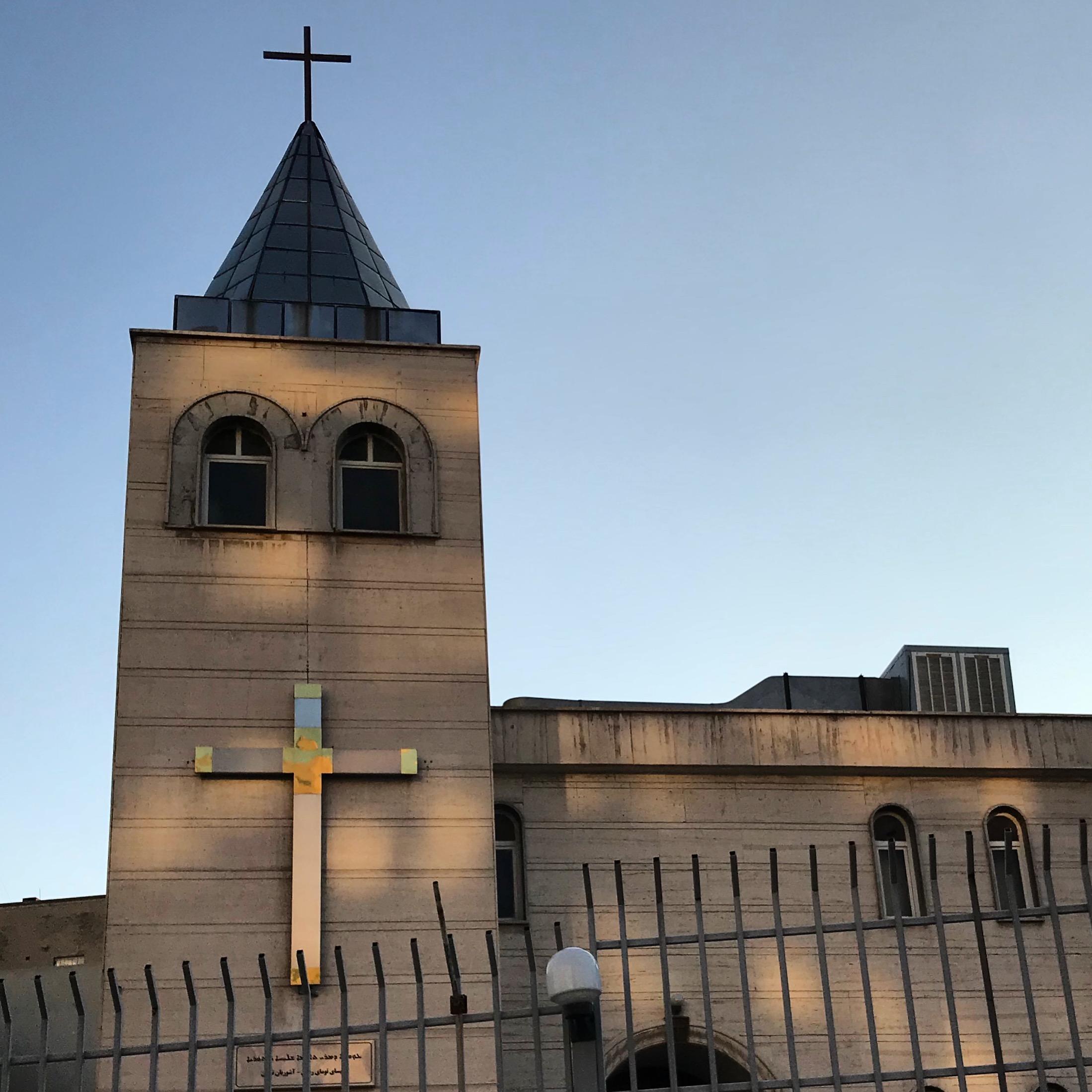
كنيسة القديس توما الآشورية في طهران
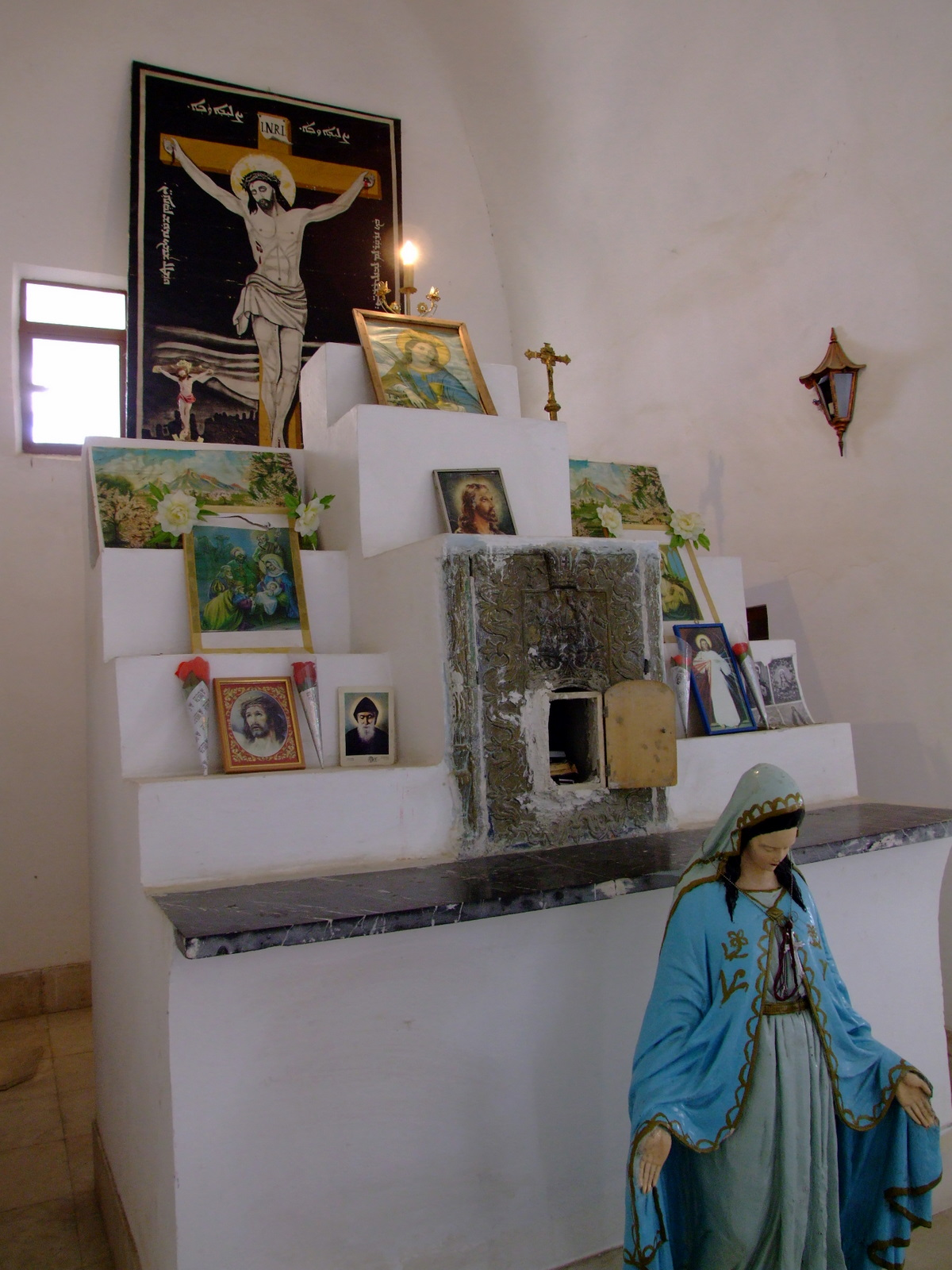
داخل كنيسة سنندج الكلدانية الكاثوليكية
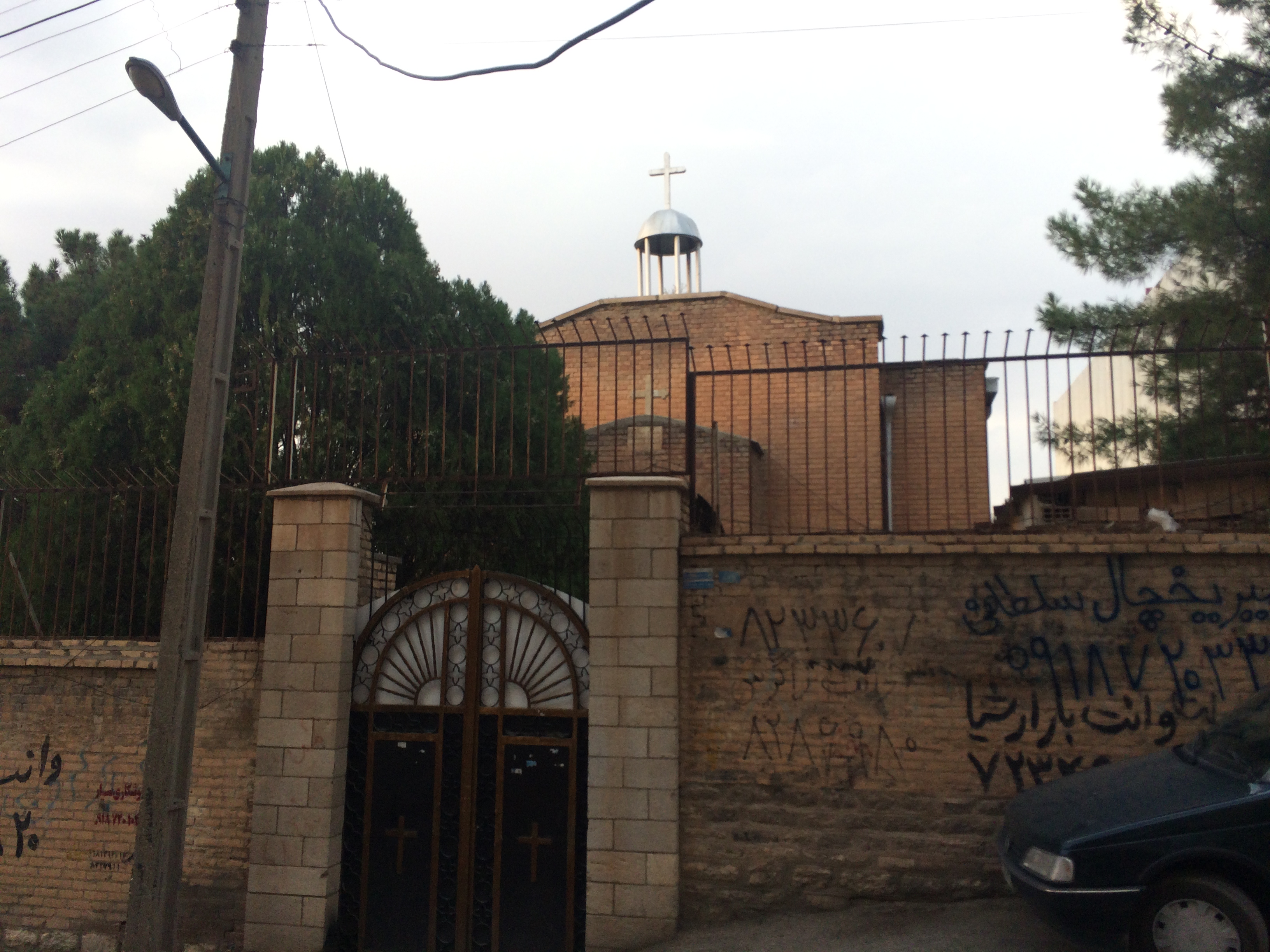
الكنيسة الآشورية الخمسينية في كرمانشاه
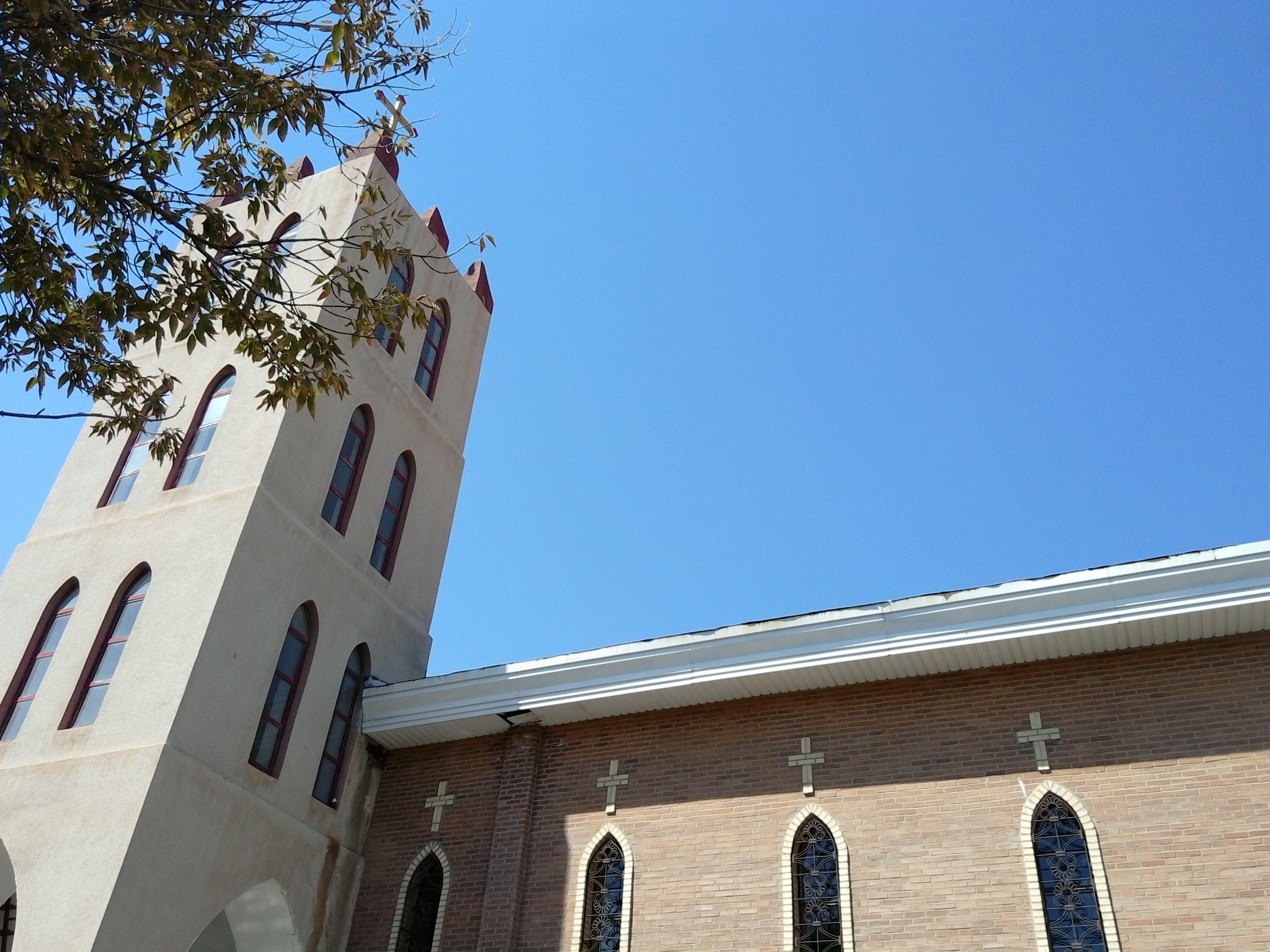
كنيسة القديسة مريم الآشوريّة في مدينة أرومية